# Primo Zamparini
Primo Zamparini (ur. 9 lutego 1939 w Fabriano, zm. w sierpniu 2024 tamże) – włoski bokser kategorii koguciej, srebrny medalista letnich igrzysk olimpijskich w Rzymie. W 1961 roku przeszedł na zawodowstwo. Pierwszą walkę stoczył z Nicolą Chioppą 20 września 1961 roku. Wygrał ją przez techniczny nokaut. Pierwszej porażki doznał w 16 walce z Gabriele Ceccangelim. W latach 1963–1964 przegrał kolejne 4 walki. Ostatnią walkę stoczył 19 stycznia 1966 roku z Umberto Maggim. Walka zakończyła się remisem.